# Frunzik Mykyrtczian
Frunzik Mykyrtczian, właśc. Myher Mykyrtczian, orm. Մհեր Մկրտչյան (ur. 4 lipca 1930 w Leninakanie, zm. 29 grudnia 1993 w Erywaniu) – ormiański i radziecki aktor filmowy i teatralny, znany przede wszystkich z ról komediowych. Ludowy Artysta Armeńskiej SRR. Absolwent Erywańskiego Instytutu Teatru i Sztuki (1956), od 1956 aktor Teatru Akademickiego w Erywaniu. Uważany powszechnie za najwybitniejszego aktora ormiańskiego II połowy XX w.. W 1978 został laureatem Nagrody Państwowej ZSRR.

## Wybrana filmografia
- 1966: Kaukaska branka, czyli nowe przygody Szurika jako wuj Niny
- 1977: Mimino jako Ruben Chaczikian
- 1977: Żołnierz i słoń jako Armeniak
- 1979: Przygody Ali Baby i czterdziestu rozbójników jako Mustafa